# 中湖
中湖是一个位于中国湖北省石首县的湖泊，面积约为8.5平方千米，平均水深约为2米，蓄水量约为2500万立方米。